# Ludanice
Ludanice (en alemany Ludanitz, en ungarès Nyitraludány) és un poble d'Eslovàquia que es troba a la regió de Nitra. El primer de gener del 2014 tenia 1891 habitants.

## Història
La primera menció escrita de la vila es remunta al 1242.

## Demografia
| Godina             | 1994 | 2004   | 2014   | 2024   |
| ------------------ | ---- | ------ | ------ | ------ |
| Nombre de persones | 1887 | 1836   | 1848   | 1719   |
| Diferència         |      | −2,70% | +0,65% | −6,98% |

| Godina             | 2023 | 2024   |
| ------------------ | ---- | ------ |
| Nombre de persones | 1723 | 1719   |
| Diferència         |      | −0,23% |